# Shirley Bassey

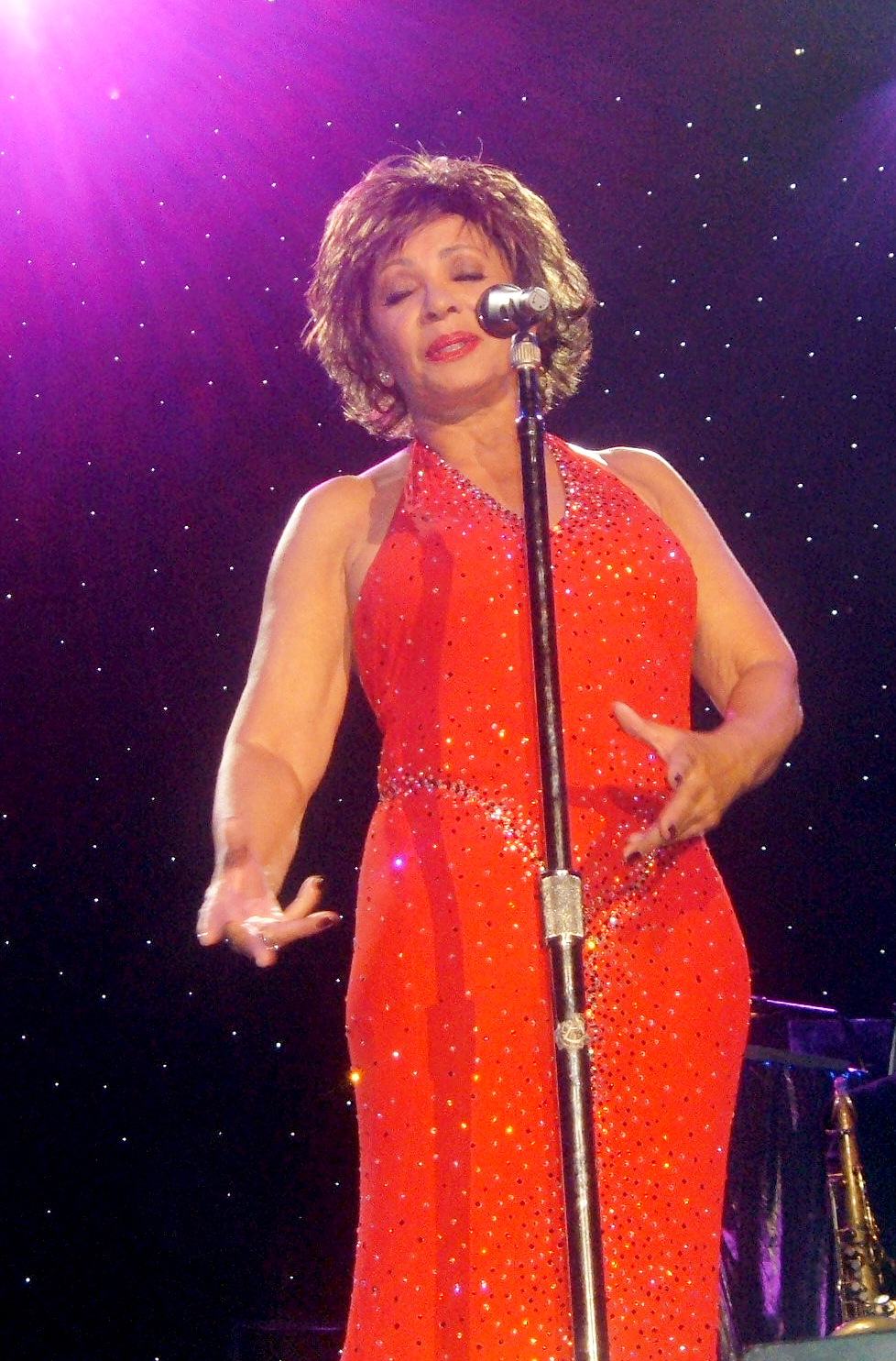
Shirley Bassey (2006)

Dame Shirley Veronica Bassey, CH DBE (* 8. Januar 1937 in Cardiff), ist eine britische Sängerin. Sie gehört seit den 1950er Jahren zu den erfolgreichsten Künstlerinnen ihrer Heimat. Weltbekannt wurde sie unter anderem als Interpretin dreier Titelmelodien von James-Bond-Filmen, darunter Goldfinger. Mit As I Love You und Reach for the Stars / Climb Ev’ry Mountain hatte sie 1959 und 1961 zwei Nummer-eins-Hits in den britischen Single-Charts. Außerdem gelang es ihr als erster Künstlerin, ein Album in sieben aufeinanderfolgenden Jahrzehnten in den Top-40 der britischen Charts zu platzieren.

## Anfänge
Sie wurde 1937 im walisischen Cardiff geboren. Ihr Vater war ein Seemann nigerianischer und westindischer Abstammung, die Mutter stammte aus Yorkshire in Nordengland. Bassey wuchs in der Gegend der Tiger Bay in Cardiff als jüngstes von sieben Kindern auf. Der Vater verließ die Familie, als sie zwei Jahre alt war. Ihre Leidenschaft zur Musik soll sie entdeckt haben, als sie zusammen mit ihrer älteren Schwester ein Billy-Eckstine-Konzert besuchte und von dem Gedränge an Eckstines Garderobe fasziniert war. Die Absicht, Musikerin zu werden, habe sich verfestigt, als ihr Bruder ihr die Schallplatte Over the Rainbow von Judy Garland vorspielte.
Sie brach mit 14 Jahren die Schule ab und arbeitete als Packerin in einer Geschirrfabrik. Sie besserte ihren Verdienst mit Auftritten in Pubs und Clubs der Gegend auf. 1953 wirkte sie bei der Revue Memories of Jolson mit, einer musikalischen Aufarbeitung der Biografie von Al Jolson. Danach erhielt sie ein festes Engagement in Hot from Harlem, das bis 1954 aufgeführt wurde. Bassey war als 16-Jährige zu dieser Zeit bereits mit ihrer Tochter Sharon schwanger und arbeitete eine Zeitlang als Kellnerin in Cardiff.
1955 wurde Michael Sullivan, ein Agent aus London, auf die Sängerin aufmerksam. Er wollte aus ihr einen Star machen. Sie zog durch einige Theater, bis sie ein Angebot für die Show bekam, die sie berühmt machte: Al Reads Such Is Life. Eine Fernsehübertragung dieser Revue beeindruckte Johnny Franz, einen Musikproduzenten bei Philips. Er bot ihr einen Plattenvertrag an.

## Die Philips-Ära
Bassey nahm alsbald ihre erste Single Burn My Candle auf, die im Februar 1956 bei Philips erschien. Obwohl wegen des zweideutigen Textes von der BBC gesperrt, verkaufte sich die Single sehr gut. Der Titel der B-Seite war Stormy Weather. Weitere Singles erschienen, und im Februar 1957 landete Bassey ihren ersten Erfolg mit ihrer Version des Banana Boat Song, der in der britischen Hitparade bis auf Platz 8 vorrückte. Im selben Jahr nahm sie für das amerikanische Label Columbia unter dem Produzenten Mitch Miller die Single If I Had a Needle and Thread / Tonight My Heart She Is Crying auf.
Mitte 1958 entstanden zwei Singles, die zu Klassikern in ihrem Repertoire wurden. As I Love You erschien als B-Seite einer anderen Ballade, Hands Across the Sea. Der Verkauf lief zunächst schleppend; das änderte sich aber nach einem Auftritt im Londoner Palladium. Im Februar 1959 erreichte der Titel Platz 1 und hielt sich dort vier Wochen. Bassey nahm damals auch Kiss Me, Honey Honey, Kiss Me auf. Parallel zum Titel As I Love You wurde auch diese Single schnell beliebt, und beide Platten belegten schließlich gleichzeitig vorderste Hitparadenplätze. Wenige Monate später unterschrieb Bassey einen Vertrag bei EMI.

## Die 1960er und 1970er Jahre

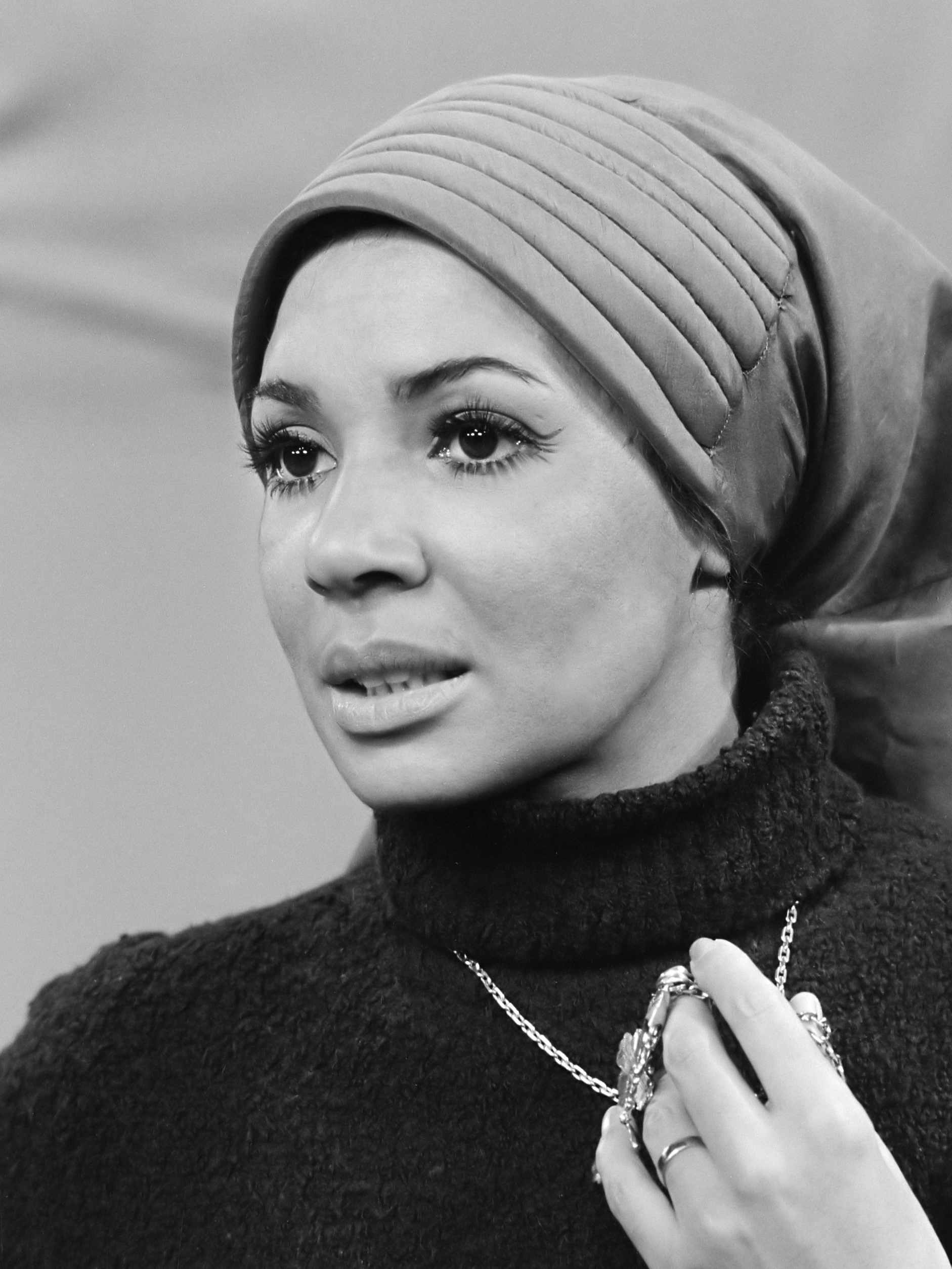
Shirley Bassey (1971)

Dort wurde sie von dem auf Balladen spezialisierten Norman Newell produziert. Ihm gelang allerdings erst im August 1960 wieder ein großer Hit mit As Long as He Needs Me, mit dem Bassey Platz 2 der britischen Hitparade belegte. Durch die 1960er Jahre hindurch waren ihre Hits regelmäßig in den britischen Charts vertreten. Im August 1964 nahm sie Goldfinger für den gleichnamigen James-Bond-Film auf, der sich in die Top 10 der Single-Hitparaden in Großbritannien und den USA platzierte. Dank des Erfolgs erschien Bassey häufig in US-amerikanischen Fernseh-Talk-Shows, wie denen von Johnny Carson und Mike Douglas.
Im April 1970 landete sie mit der Coverversion des Beatles-Lieds Something einen weltweiten Hit, der wie das Original Platz 4 in den britischen Charts erreichte, obwohl das von George Harrison geschriebene Original erst wenige Monate zuvor in den Hitparaden gewesen war. Die Bassey-Version war 22 Wochen lang in den Top 50 (im Vergleich zu zwölf Wochen für den Beatles-Klassiker). 1971 erschien das Titellied zum James-Bond-Film Diamonds Are Forever, das ebenfalls ein großer Erfolg wurde. 1979 folgte mit Moonraker die letzte James-Bond-Titelmusik.

## Königliche Auszeichnungen

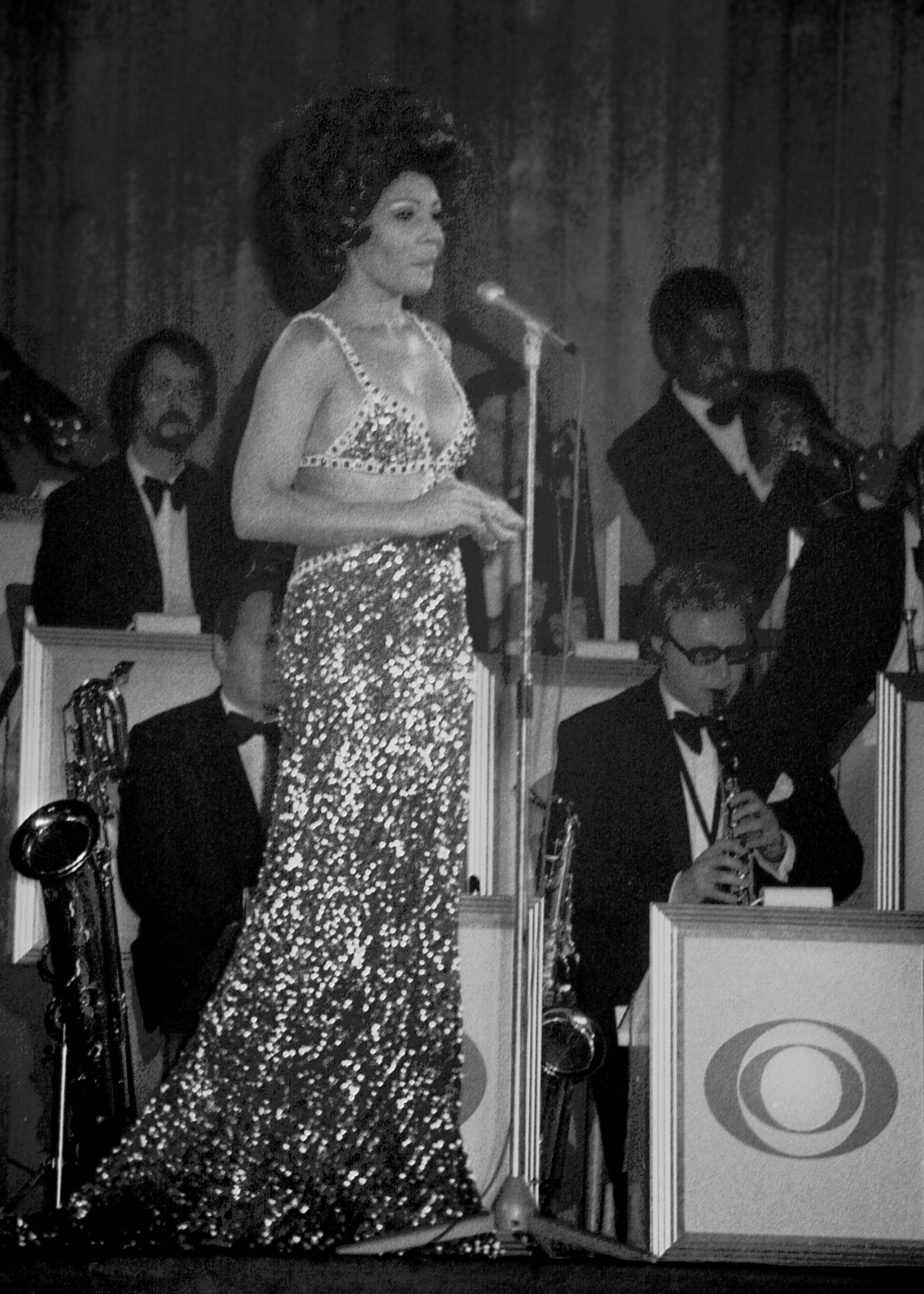
Shirley Bassey (1973)

Obwohl Bassey bereits seit den frühen 1970er Jahren nur noch selten in den Charts auftauchte, veröffentlichte sie auch in den 1980ern in unregelmäßigen Abständen Singles und Alben für eine Vielzahl von Labels. Teilweise handelte es sich dabei um kleine unabhängige Plattenfirmen. 1983 gelang Bassey im Duett mit Alain Delon und Thought I'd Ring You ein Top-20-Erfolg in den Niederlanden. 1986 veröffentlichte sie die Single There’s no Place Like London, die von Lynsey de Paul mitgeschrieben wurde. Das Lied wurde populär und Bassey sang es bei der Royal Variety Performance für Königin Elisabeth II. 1987 folgte der europaweite Hit The Rhythm Divine mit der Schweizer Band Yello.
Ihre Aufnahme History Repeating, die sie mit den Propellerheads 1997 für deren Album Decksandrumsandrockandroll aufnahm, entwickelte sich in Großbritannien zu einem Erfolg. Das Lied erreichte Platz 1 der britischen Tanzmusik-Hitparade und brachte Bassey eine neue Generation von Fans, darunter die britischen Prinzen William und Harry.
Wegen ihrer lang andauernden Karriere und der besonderen Bewunderung durch die königliche Familie wurde Bassey im Dezember 1999 von Königin Elisabeth II. zur Dame Commander of the British Empire erhoben. 2012 trat sie im Rahmen der Feierlichkeiten zum 60. Thronjubiläum der Queen auf. 2016 folgte ein Auftritt zum 90. Geburtstag der Monarchin. Bei beiden Einladungen sang sie den Bond-Titel Diamonds Are Forever.
Am 30. Dezember 2023 wurde in der "King's New Years Honours List" die Ernennung Shirley Basseys zum Mitglied des Order of the Companions of Honour bekanntgegeben.

## Ehrungen
Die Royal Mail gab Shirley Bassey zu Ehren im September 2023 eine Briefmarke im Wert von 2 Pfund heraus, die sie auf einem Foto aus dem Jahr 1961 zeigt.

## Diskografie
Studioalben

| Jahr | Titel                              | Höchstplatzierung, Gesamtwochen, AuszeichnungChartplatzierungen (Jahr, Titel, Platzierungen, Wochen, Auszeichnungen, Anmerkungen) | Höchstplatzierung, Gesamtwochen, AuszeichnungChartplatzierungen (Jahr, Titel, Platzierungen, Wochen, Auszeichnungen, Anmerkungen) | Höchstplatzierung, Gesamtwochen, AuszeichnungChartplatzierungen (Jahr, Titel, Platzierungen, Wochen, Auszeichnungen, Anmerkungen) | Höchstplatzierung, Gesamtwochen, AuszeichnungChartplatzierungen (Jahr, Titel, Platzierungen, Wochen, Auszeichnungen, Anmerkungen) | Höchstplatzierung, Gesamtwochen, AuszeichnungChartplatzierungen (Jahr, Titel, Platzierungen, Wochen, Auszeichnungen, Anmerkungen) | Anmerkungen                                                          |
| Jahr | Titel                              | DE | AT | CH | UK | US | Anmerkungen                                                          |
| ---- | ---------------------------------- | --- | --- | --- | --- | --- | -------------------------------------------------------------------- |
| 1958 | Born to Sing the Blues             | — | — | — | — | — | Erstveröffentlichung: 1958                                           |
| 1959 | The Bewitching Miss Bassey         | — | — | — | — | — | Erstveröffentlichung: Juni 1959                                      |
| 1959 | The Fabulous Shirley Bassey        | — | — | — | UK12 (3 Wo.)UK | — | Erstveröffentlichung: Oktober 1959                                   |
| 1961 | Shirley                            | — | — | — | UK9 (10 Wo.)UK | — | Erstveröffentlichung: Februar 1961                                   |
| 1962 | Shirley Bassey                     | — | — | — | UK14 Silber · (11 Wo.)UK | — | Erstveröffentlichung: Januar 1962                                    |
| 1962 | Let’s Face the Music               | — | — | — | UK12 (7 Wo.)UK | — | Erstveröffentlichung: November 1962 mit The Nelson Riddle Orchestra  |
| 1965 | Shirley Stops the Shows            | — | — | — | — | US85 (9 Wo.)US | Erstveröffentlichung: Januar 1965                                    |
| 1966 | I’ve Got A Song For You            | — | — | — | UK26 (1 Wo.)UK | — | Erstveröffentlichung: August 1966                                    |
| 1968 | Twelve of Those Songs              | — | — | — | UK38 (3 Wo.)UK | — | Erstveröffentlichung: Februar 1968                                   |
| 1968 | This Is My Life                    | — | — | — | — | — | Erstveröffentlichung: Oktober 1968                                   |
| 1969 | Does Anybody Miss Me               | — | — | — | — | — | Erstveröffentlichung: August 1969                                    |
| 1970 | Something                          | — | — | — | UK5 (20 Wo.)UK | US105 (13 Wo.)US | Erstveröffentlichung: August 1970                                    |
| 1971 | Something Else                     | — | — | — | UK7 (9 Wo.)UK | US123 (24 Wo.)US | Erstveröffentlichung: Mai 1971                                       |
| 1971 | Big Spender                        | — | — | — | UK27 (9 Wo.)UK | — | Erstveröffentlichung: 1971                                           |
| 1971 | What Now My Love                   | — | — | — | UK17 (5 Wo.)UK | — | Erstveröffentlichung: 1971                                           |
| 1972 | I, Capricorn                       | — | — | — | UK13 (11 Wo.)UK | US94 (13 Wo.)US | Erstveröffentlichung: Februar 1972                                   |
| 1972 | And I Love You So                  | — | — | — | UK24 (9 Wo.)UK | US171 (8 Wo.)US | Erstveröffentlichung: Oktober 1972                                   |
| 1973 | Never, Never, Never                | — | — | — | UK10 Silber · (10 Wo.)UK | US60 (19 Wo.)US | Erstveröffentlichung: Mai 1973                                       |
| 1974 | Nobody Does It Like Me             | — | — | — | — | US142 (6 Wo.)US | Erstveröffentlichung: August 1974                                    |
| 1975 | Good, Bad But Beautiful            | — | — | — | UK13 Silber · (17 Wo.)UK | US186 (3 Wo.)US | Erstveröffentlichung: Oktober 1975                                   |
| 1976 | Love, Life & Feelings              | — | — | — | UK13 Silber · (5 Wo.)UK | US149 (8 Wo.)US | Erstveröffentlichung: Mai 1976                                       |
| 1977 | You Take My Heart Away             | — | — | — | UK34 (5 Wo.)UK | — | Erstveröffentlichung: Juni 1977                                      |
| 1979 | The Magic Is You                   | — | — | — | UK40 (5 Wo.)UK | — | Erstveröffentlichung: Januar 1979                                    |
| 1982 | Love Songs                         | — | — | — | UK48 (5 Wo.)UK | — | Erstveröffentlichung: Juni 1982                                      |
| 1984 | I Am What I Am                     | DE39 (13 Wo.)DE | — | — | UK25 Gold · (18 Wo.)UK | — | Erstveröffentlichung: Oktober 1984 mit dem London Symphony Orchestra |
| 1989 | La Mujer                           | — | — | — | — | — | Erstveröffentlichung: 6. Juni 1989                                   |
| 1991 | Keep the Music Playing             | — | — | — | UK25 (7 Wo.)UK | — | Erstveröffentlichung: 7. Mai 1991                                    |
| 1992 | The Bond Collection                | — | — | — | — | — | Erstveröffentlichung: September 1992                                 |
| 1993 | Sings Songs of Andrew Lloyd Webber | — | — | — | UK34 (5 Wo.)UK | — | Erstveröffentlichung: 22. November 1993                              |
| 1995 | Sings the Movies                   | DE94 (3 Wo.)DE | — | — | UK24 Gold · (9 Wo.)UK | — | Erstveröffentlichung: 30. Oktober 1995                               |
| 1996 | The Show Must Go On                | — | — | — | UK47 Silber · (11 Wo.)UK | — | Erstveröffentlichung: 28. Oktober 1996                               |
| 2007 | Get the Party Started              | — | — | — | UK6 Silber · (5 Wo.)UK | — | Erstveröffentlichung: 25. Juni 2007                                  |
| 2009 | The Performance                    | DE81 (1 Wo.)DE | — | — | UK20 Gold · (8 Wo.)UK | — | Erstveröffentlichung: 9. November 2009                               |
| 2014 | Hello Like Before                  | — | — | — | UK24 (4 Wo.)UK | — | Erstveröffentlichung: 17. November 2014                              |
| 2020 | I Owe It All To You                | DE84 (1 Wo.)DE | — | — | UK5 (7 Wo.)UK | — | Erstveröffentlichung: 6. November 2020                               |

grau schraffiert: keine Chartdaten aus diesem Jahr verfügbar